# Soga no Iruka
Soga no Iruka (蘇我入鹿) (? - 12 juin 645) est un noble qui joua un rôle important à la cour pendant la période Yamato. Il est un membre du clan Soga puisqu'il est le fils de Soga no Emishi. Iruka fut assassiné par le prince Naka no Ōe (le futur empereur Tenji) et Nakatomi no Kamatari lors de l'« incident d'Isshi. » En apprenant la mort de son fils, Emishi se suicida lui aussi mettant fin à la branche principale du clan Soga.

## Héritage
En 2005, les restes d'un bâtiment qui aurait pu être la résidence de Soga no Iruka ont été découverts à Nara. Cette découverte semblait conforme à la description trouvée dans Nihon Shoki.